# Aitelbach
Der Aitelbach ist ein Waldklingenbach des Welzheimer Waldes im Grenzbereich des Rems-Murr- und des Ostalbkreises im östlichen Baden-Württemberg. Nach 13⁄4 km langem Lauf nach Osten, Norden und wieder Osten mündet er wenig oberhalb der Leinmühle der Gemeinde Durlangen von rechts in die mittlere Lein.

## Geographie

### Verlauf
Der Aitelbach entsteht auf ungefähr 487 m ü. NHN etwa 400 Meter nordöstlich des Siedlungsplatzes Wannenhäuser der Gemeinde Alfdorf des Rems-Murr-Kreises am Anfang seines von dort an bis zur Mündung hinunter bewaldeten Tales im Gewann Schätzles Maden.
Der Aitelbach fließt anfangs ostwärts, wendet sich aber sehr bald auf nördlichen Lauf in einer bis zu vier Meter eingetieften Geländekerbe, über der teils quellige Hangabschnitte im Knollenmergel abrutschen. Nach etwa einem halben Kilometer läuft von links ein allenfalls 150 Meter langer und einen Meter breiter Bach aus einer Hangklingenkerbe zu. Danach wendet sich der selbst meist um zwei, stellenweise bis zu vier Meter breite Bach in schlängeligem Lauf langsam nach Osten, ihn begleiten flache Kiesschüttungen an den Gleit- und Uferabbrüche an den Prallhängen. Das Sediment auf dem Bachgrund ist sandig bis erdig. Vereinzelt stehen Erlen am Ufer, meist aber Nadelholz der Gewanne Webersgehren links- und Krähenrain rechtsseits. Auf einem kurzen Abschnitt gibt es einen kleinen tümpelartigen Altarm.
Nach der Zumündung einer weniger als 100 Meter langen Klinge von rechts bildet der Bach nunmehr auf Ostlauf starke Mäander aus. Am Ende seines ca. 1,8 km langen Waldlaufs mit mittlerem Sohlgefälle von etwa 38 ‰ mündet er auf ungefähr 419,3 m ü. NHN rund 68 Höhenmeter unterhalb seines Ursprungs von rechts in die mittlere Lein, weniger als 10 Meter vor dem Zufluss des Spraitbachs von der anderen Seite und etwa 20 Meter vor der Brücke der Erschließungsstraße für die Durlangener Leinmühle.

### Einzugsgebiet
Das Einzugsgebiet des Aitelbachs ist 1,4 km² groß und liegt im rechtsremsischen Teilraum Welzheimer Wald des Naturraums Schurwald und Welzheimer Wald. Es zerfällt etwa hälftig in zwei landschaftlich ganz verschiedene Teile. Die offene Hochebene beidseits des Taleinschnittes gehört zu den Welzheim-Alfdorfer Platten des Welzheimer Waldes und wird fast völlig landwirtschaftlich genutzt, überwiegend ackerbaulich. Das Tal selbst dagegen gehört zum Hinteren Welzheimer Wald genannten Teil und ist völlig mit Wald bestockt. Der mit etwa 509 m ü. NHN höchste Punkt liegt am Nordwesteck nahe dem außerhalb liegenden Weiler Enderbach von Alfdorf.
Das Gebiet ist frei von Wohnbesiedlung, doch am Südwesteck reicht ein neueres Gewerbegebiet am Alfdorfer Weiler Bonholz etwas herein, während Bonholz wie auch der Siedlungsplatz Wannenhäuser derselben Gemeinde wenig bzw. dicht jenseits der südlichen Wasserscheide liegen. Etwa vier Fünftel des Gebietes gehören zum Gemeindegebiet von Alfdorf im Rems-Murr-Kreis, das übrige Fünftel im Ostalbkreis teilt sich auf in einen größeren Teil, der zur Gemeinde Mutlangen gehört und von Osten und Süden her bis ans rechte Ufer des Mittellaufes reicht, sowie einen kleineren der Gemeinde Durlangen um die Mündung.
Reihum grenzen die Einzugsgebiete folgender Nachbargewässer an:
- Im Westnordwesten liegt das Quellgebiet des zuoberst Enzelbach genannten Spitzerbachs, der ein gutes Stück oberhalb des Aitelbachs ebenfalls der Lein zufließt, deren Wasser über den Kocher in den Neckar gelangt;
- im Nordwesten fließt ein kurzer namenloser Hangbach von nahe Enderbach zur Lein;
- im übrigen Norden gibt es allenfalls unbeständige kurze Gerinne zur Lein;
- ebenso im Südosten, nunmehr unterhalb der Aitelbachmündung;
- jenseits der Wasserscheide im Südsüdosten und Süden entstehen am anderen Rand der Welzheim-Alfdorfer Platten einige Waldbäche, die über den Schweizerbach bei Lorch in die Rems entwässern, deren Abfluss weit oberhalb des Kochers den Neckar erreicht.

## Geologie
Die Hochflächenanteile des Einzugsgebietes oberhalb und beidseits der Talkerbe des Baches liegen im Schwarzjura, dessen lokal höchste Schicht, der Obtususton um den westlichen Teil der südlichen Wasserscheide liegt. Tiefer folgen in noch flachem Abfall der Arietenkalk, der Angulatensandstein und zuletzt als nur schmaler Streifen der Psilonotenton. Darunter setzt dann an den Talhängen der Mittelkeuper ein, zuoberst mit einem Band von Knollenmergel (Trossingen-Formation), dem bald der Stubensandstein (Löwenstein-Formation) folgt, in dessen Schichthöhe der Bach auch mündet.
Diese mesozoischen Schichten sind weithin durch geologisch viel jüngere quartäre überlagert. So liegen im Westen der linksseitigen Schwarzjurakante des Taleinschnittes auf dem größeren Teil der Hochfläche lösshaltige Fließerden, während rechtsseits über der Talmulde die Hochebene überwiegend von Lösslehm bedeckt ist.
Von unmittelbar oberhalb des Bachursprungs an erstreckt sich ein Schwemmlandband in der sich bergwärts fortsetzenden flachen Talmulde weit westwärts bis zu den neueren Gewerbebauten bei Alfdorf-Bonholz. Im Tal setzt ein solches dann erst wieder in Schichthöhe des Stubensandsteins ein, es besteht von Anfang an aus Auenlehmen und begleitet den Bach bis zur Mündung in der weiten Auenebene der Lein.

## Natur und Schutzgebiete
Die gesamte Talmulde bis hoch zur Schwarzjurakante und teils noch etwas darüber gehört zum Landschaftsschutzgebiet Welzheimer Wald mit Leintal, der dominante Alfdorfer Gebietsanteil zum Naturpark Schwäbisch-Fränkischer Wald, davon liegt wiederum der größere Teil in einem Wasserschutzgebiet. Auf seinen letzten hundert Metern läuft der Bach im Naturschutzgebiet Leintal zwischen Leinecksee und Leinhäusle.

### LUBW
Amtliche Online-Gewässerkarte mit passendem Ausschnitt und den hier benutzten Layern: Lauf und Einzugsgebiet des Aitelbachs

Allgemeiner Einstieg ohne Voreinstellungen und Layer: Daten- und Kartendienst der Landesanstalt für Umwelt Baden-Württemberg (LUBW) (Hinweise)
1. 1 2  Höhe nach dem Höhenlinienbild auf dem Hintergrundlayer Topographische Karte.
2. ↑  Höhe nach grauer Beschriftung auf dem Hintergrundlayer Topographische Karte.
3. ↑  Länge nach dem Layer Gewässernetz (AWGN), vermindert um ein kleines, auf der Gewässerkarte fälschlich eingezeichnetes Anfangsstück, das auf dem Hintergrundlayer Topographische Karte abgemessen wurde.
4. ↑  Einzugsgebiet nach dem Layer Basiseinzugsgebiet (AWGN).
5. 1 2  Länge abgemessen auf dem Hintergrundlayer Topographische Karte.
6. ↑  Natur teilweise nach dem Layer Geschützte Biotope.
7. ↑  Schutzgebiete nach den einschlägigen Layern.

### Andere Belege
1. ↑  Hansjörg Dongus: Geographische Landesaufnahme: Die naturräumlichen Einheiten auf Blatt 171 Göppingen. Bundesanstalt für Landeskunde, Bad Godesberg 1961. → Online-Karte (PDF; 4,3 MB)
2. ↑  Geologie nach den Layern zu Geologische Karte 1:50.000 auf: Mapserver des Landesamtes für Geologie, Rohstoffe und Bergbau (LGRB) (Hinweise)